# 赫布根大壩

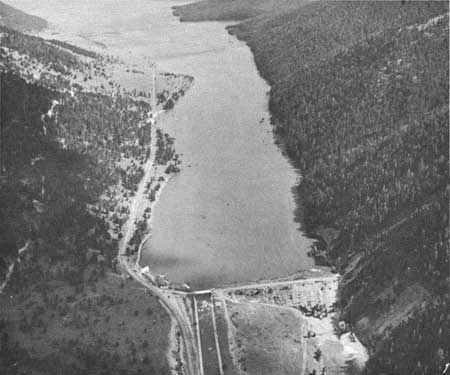
1959 年受损的赫布根大壩

赫布根大壩是美國西部一座混凝土土石壩，位於蒙大拿州西南部的麥迪遜河上。赫布根大壩高85英尺（26公尺），長721英尺（220公尺）；其目的是為下游的水庫和水力發電廠儲存和調節水資源。該大壩由蒙大拿電力公司建造，PPL公司於1997年購買，並於2014年出售給西北公司。